# 国务院工业交通办公室
国务院工业交通办公室（简称国务院工交办公室、国务院工交办）是1959年至1970年中华人民共和国国务院设立的办事机构。

## 历史
1959年6月，国务院第九十次全体会议决定撤销国务院第三（重工）、第四（轻工）、第六（交通）办公室。成立国务院工业交通办公室，与国家经委合署办公。负责冶金工业部、化学工业部、第一机械工业部、第二机械工业部、煤炭工业部、石油工业部、地质部、建筑工程部、铁道部、交通部、邮电部、水利电力部、劳动部的工作，国家测绘总局委托地质部代管。1962年，纺织工业部、轻工业部由国务院财贸办公室划归。
- 主任：李富春/1961年4月薄一波
- 副主任：
  - 薄一波（1959.6-1961.4）[2]

1970年6月，国务院工业交通办公室与国家经济委员会等八个部门合并成立国家计划革命委员会。